# Архивы Беларуси
Архивы Беларуси (бел. Архівы Беларусі) — совокупность государственных архивных учреждений в Беларуси, состоящая из республиканских архивов (Национального архива, Национального исторического архива, Национального исторического архива в Гродно, Белорусских государственных архивов кинофотофонодокументов, научно-технической документации, литературы и искусства), областных архивов и зональных архивов, обслуживающих несколько районов. Государственные архивы структурно входят в систему Министерства юстиции Республики Беларусь, где существует Департамент по архивам и делопроизводству.

## Список архивов
| №  | Название на русском и белорусском языках | Тип   | Город                            | Год основ. | Состав документов | Кол-во фондов (2024 г.) | Кол-во единиц хранения (2024 г.) |
| -- | --- | ----- | -------------------------------- | ---------- | --- | ----------------------- | -------------------------------- |
| 1  | Национальный архив Республики Беларусь (НАРБ) бел. Нацыянальны архіў Рэспублікі Беларусь                                                           | респ. | Минск                            | 1927       | Документы центральных органов государственного управления и организаций республиканского подчинения после 1917 года, документы бывшего Центрального партийного архива, личные документы государственных и общественных деятелей, учёных | 1320                    | 1247477                          |
| 2  | Национальный исторический архив Беларуси (НИАБ) бел. Нацыянальны гістарычны архіў Беларусі (НГАБ)                                                  | респ. | Минск                            | 1938       | Документы до 1917 года, относящиеся к Великому княжеству Литовскому и Речи Посполитой, Минской, Витебской, Могилёвской губерниям Российской империи, документы религиозных организаций | 3148                    | 1023655                          |
| 3  | Белорусский государственный архив кинофотофонодокументов (БГАКФФД) бел. Беларускі дзяржаўны архіў кінафотафонадакументаў (БДАКФФД)                 | респ. | Дзержинск (Минская область)      | 1941       | Визуальные и аудиодокументы | 0                       | 380758                           |
| 4  | Белорусский государственный архив научно-технической документации (БГАНТД) бел. Беларускі дзяржаўны архіў навукова-тэхнічнай дакументацыі (БДАНТД) | респ. | Минск                            | 1968       | Научно-техническая (научно-исследовательская, конструкторская, патентная и др.) документация, документы научно-исследовательских, конструкторских, проектных организаций, личные документы архитекторов и учёных | 310                     | 226291                           |
| 5  | Белорусский государственный архив-музей литературы и искусства (БГАМЛИ) бел. Беларускі дзяржаўны архіў-музей літаратуры і мастацтва (БДАМЛМ)       | респ. | Минск                            | 1960       | Документы учреждений литературы и искусства, личные документы деятелей литературы и искусства | 532                     | 131983                           |
| 6  | Национальный исторический архив Беларуси в Гродно бел. Нацыянальны гістарычны архіў Беларусі ў г. Гродна                                           | респ. | Гродно                           | 1940/1960  | Документы до 1917 года Гродненской губернии Российской империи, отдельные документы Великого княжества Литовского и Речи Посполитой | 1328                    | 419571                           |
| 7  | Государственный архив Брестской области бел. Дзяржаўны архіў Брэсцкай вобласці                                                                     | обл.  | Брест                            | 1940       | Документы областных учреждений и организаций Брестской области, г. Бреста, а также Брестского, Жабинковского, Каменецкого, Малоритского районов, документы бывшего областного партийного архива, документы периода Западной Беларуси (Полесское воеводство, Барановичский повет Новогрудского воеводства и др.)                                         | 1316                    | 1145923                          |
| 8  | Государственный архив Витебской области бел. Дзяржаўны архіў Віцебскай вобласці                                                                    | обл.  | Витебск                          | 1938       | Документы областных учреждений и организаций Витебской области, г. Витебска, а также Бешенковичского, Витебского, Городокского, Лиозненского, Чашникского, Шумилинского районов, документы бывшего областного партийного архива | 2349                    | 1379633                          |
| 9  | Государственный архив Гомельской области бел. Дзяржаўны архіў Гомельскай вобласці                                                                  | обл.  | Гомель                           | 1938       | Документы областных учреждений и организаций Гомельской области, г. Гомеля, Буда-Кошелевского, Ветковского, Гомельского, Добрушского, Кормянского, Чечерского районов | 2672                    | 606129                           |
| 10 | Государственный архив общественных объединений Гомельской области бел. Дзяржаўны архіў грамадскіх аб'яднанняў Гомельскай вобласці                  | обл.  | Гомель                           | 1940/1996  | Документы общественных организаций Гомельской области, документы бывшего областного партийного архива | 3201                    | 471868                           |
| 11 | Государственный архив Гродненской области бел. Дзяржаўны архіў Гродзенскай вобласці                                                                | обл.  | Гродно                           | 1944       | Документы областных учреждений и организаций Гродненской области, г. Гродно, Берестовицкого, Волковысского, Гродненского, Зельвенского, Мостовского, Свислочского, Щучинского районов, документы по отдельным территориям периода Западной Беларуси | 1745                    | 580126                           |
| 12 | Государственный архив общественных объединений Гродненской области бел. Дзяржаўны архіў грамадскіх аб'яднанняў Гродзенскай вобласці                | обл.  | Гродно                           | 1947/1996  | Документы общественных организаций Гродненской области, документы бывшего областного партийного архива | 1186                    | 259969                           |
| 13 | Государственный архив Минской области бел. Дзяржаўны архіў Мінскай вобласці                                                                        | обл.  | Минск                            | 1938       | Документы областных учреждений и организаций Минской области, г. Минска (исключая учреждения республиканского подчинения), Березинского, Дзержинского, Клецкого, Минского, Несвижского, Пуховичского, Смолевичского, Столбцовского, Узденского, Червенского районов, упразднённой Минской губернии в составе БССР, документы архива Минского обкома КПБ | 5941                    | 1476243                          |
| 14 | Государственный архив Могилёвской области бел. Дзяржаўны архіў Магілёўскай вобласці                                                                | обл.  | Могилёв                          | 1938       | Документы областных учреждений и организаций Могилёвской области, г. Могилёва, Белыничского, Быховского, Горецкого, Дрибинского, Круглянского, Могилевского, Славгородского, Чаусского, Шкловского районов | 2435                    | 523005                           |
| 15 | Государственный архив общественных объединений Могилёвской области бел. Дзяржаўны архіў грамадскіх аб'яднанняў Магілёўскай вобласці                | обл.  | Могилёв                          | 1940/1996  | Документы общественных организаций Могилёвской области, документы бывшего областного партийного архива | 2769                    | 334672                           |
| 16 | Зональный государственный архив в г. Барановичи бел. Занальны дзяржаўны архіў у г. Баранавічы                                                      | зон.  | Барановичи (Брестская область)   | 1940/1963  | Документы учреждений и организаций г. Барановичи, Барановичского, Ганцевичского, Ивацевичского, Ляховичского районов, упразднённой Барановичской области | 908                     | 248312                           |
| 17 | Зональный государственный архив в г. Бобруйске бел. Занальны дзяржаўны архіў у г. Бабруйску                                                        | зон.  | Бобруйск (Могилёвская область)   | 1944/1963  | Документы учреждений и организаций г. Бобруйска, Бобруйского, Глусского, Кировского, Кличевского, Осиповичского районов, упразднённых Бобруйского округа и Бобруйской области | 967                     | 246877                           |
| 18 | Зональный государственный архив в г. Борисове бел. Занальны дзяржаўны архіў у г. Барысаве                                                          | зон.  | Борисов (Минская область)        | 1963       | Документы учреждений и организаций г. Жодино, Борисовского, Крупского, Логойского районов | 560                     | 159472                           |
| 19 | Зональный государственный архив в г. Глубокое бел. Занальны дзяржаўны архіў у г. Глыбокім                                                          | зон.  | Глубокое (Витебская область)     | 1963       | Документы учреждений и организаций Браславского, Глубокского, Докшицкого, Миорского, Поставского, Шарковщинского районов | 950                     | 327874                           |
| 20 | Зональный государственный архив в г. Жлобине бел. Занальны дзяржаўны архіў у г. Жлобіне                                                            | зон.  | Жлобин (Гомельская область)      | 1963       | Документы учреждений и организаций Жлобинского, Октябрьского, Рогачевского, Светлогорского районов | 929                     | 169132                           |
| 21 | Зональный государственный архив в г. Кобрине бел. Занальны дзяржаўны архіў у г. Кобрыне                                                            | зон.  | Кобрин (Брестская область)       | 1963       | Документы учреждений и организаций Березовского, Кобринского, Пружанского районов | 458                     | 155563                           |
| 22 | Зональный государственный архив в г. Кричеве бел. Занальны дзяржаўны архіў у г. Крычаве                                                            | зон.  | Кричев (Могилёвская область)     | 1963       | Документы учреждений и организаций Климовичского, Костюковичского, Краснопольского, Кричевского, Мстиславского, Хотимского, Чериковского районов | 1150                    | 172084                           |
| 23 | Зональный государственный архив в г. Лиде бел. Занальны дзяржаўны архіў у г. Лідзе                                                                 | зон.  | Лида (Гродненская область)       | 1963       | Документы учреждений и организаций Вороновского, Ивьевского, Лидского, Островецкого, Ошмянского, Сморгонского районов | 1512                    | 207003                           |
| 24 | Зональный государственный архив в г. Мозыре бел. Занальны дзяржаўны архіў у г. Мазыры                                                              | зон.  | Мозырь (Гомельская область)      | 1922/1963  | Документы учреждений и организаций Ельского, Житковичского, Калинковичского, Лельчицкого, Мозырского, Наровлянского, Петриковского районов | 1208                    | 290403                           |
| 25 | Зональный государственный архив в г. Молодечно бел. Занальны дзяржаўны архіў у г. Маладзечне                                                       | зон.  | Молодечно (Минская область)      | 1940/1963  | Документы учреждений и организаций Вилейского, Воложинского, Молодечненского, Мядельского районов, нескольких поветов Виленского воеводства Польши | 1743                    | 286773                           |
| 26 | Зональный государственный архив в г. Новогрудке бел. Занальны дзяржаўны архіў у г. Навагрудку                                                      | зон.  | Новогрудок (Гродненская область) | 1963       | Документы учреждений и организаций Дятловского, Кореличского, Новогрудского, Слонимского районов | 905                     | 178159                           |
| 27 | Зональный государственный архив в г. Орше бел. Занальны дзяржаўны архіў у г. Оршы                                                                  | зон.  | Орша (Витебская область)         | 1963       | Документы учреждений и организаций г. Орши, Дубровенсого, Оршанского, Сенненского, Толочинского районов | 1406                    | 251302                           |
| 28 | Зональный государственный архив в г. Пинске бел. Занальны дзяржаўны архіў у г. Пінску                                                              | зон.  | Пинск (Брестская область)        | 1940/1963  | Документы учреждений и организаций г. Пинска, Дрогичинского, Ивановского, Лунинецкого, Пинского, Столинского районов, упразднённой Пинской области | 877                     | 295522                           |
| 29 | Зональный государственный архив в г. Полоцке бел. Занальны дзяржаўны архіў у г. Полацке                                                            | зон.  | Полоцк (Витебская область)       | 1924/1963  | Документы учреждений и организаций гг. Новополоцка и Полоцка, а также Верхнедвинского, Лепельского, Полоцкого, Россонского, Ушачского районов, упразднённых Полоцкого и Дриссенского уездов Витебской губернии, Полоцкого округа и Полоцкой области | 2178                    | 408585                           |
| 30 | Зональный государственный архив в г. Речице бел. Занальны дзяржаўны архіў у г. Рэчыцы                                                              | зон.  | Речица (Гомельская область)      | 1963       | Документы учреждений и организаций Брагинского, Лоевского, Речицкого, Хойникского районов | 879                     | 179634                           |
| 31 | Зональный государственный архив в г. Слуцке бел. Занальны дзяржаўны архіў у г. Слуцке                                                              | зон.  | Слуцк (Минская область)          | 1963       | Документы учреждений и организаций Копыльского, Любанского, Слуцкого, Солигорского, Стародорожского районов | 724                     | 163986                           |

## Другие учреждения
- Департамент по архивам и делопроизводству
- Белорусский научно-исследовательский институт документоведения и архивного дела (БелНИИДАД) Архивная копия от 16 марта 2022 на Wayback Machine
- Белорусский центр цифровизации архивной деятельности (до 2025 г. – Белорусский научно-исследовательский центр электронной документации, БелНИЦЭД)[25]
- Республиканская лаборатория цифрового копирования документов Национального архивного фонда Республики Беларусь (бывшая Республиканская техническая лаборатория микрофильмирования страхового фонда документации) – расположена в Гомеле[26]
- Центральная лаборатория обеспечения сохранности документов Национального архивного фонда Республики Беларусь (ранее – Центральная лаборатория микрофотокопирования и реставрации документов Национального архивного фонда Республики Беларусь)[27]
- Журнал «Архивы и делопроизводство» (бел. Архівы і справаводства)[28]

## Нормативная база
Нормативная база архивного дела и делопроизводства в Республике Беларусь представлена Законом Республики Беларусь от 25 ноября 2011 года № 323-З «Об архивном деле и делопроизводстве в Республике Беларусь», в который Законом Республики Беларусь от 18 апреля 2022 года  № 163-З внесён ряд изменений.
31 августа 2022 года были приняты обновлённые Правила работы государственных архивов.

## Архивное дело

### История
1863 год — начал действовать Витебский центральный архив древних актов (первый централизованный государственный архив на территории современной Республики Беларусь.
Цель создания — хранение актовых книг судебных учреждений бывшей Речи Посполитой за период с XVI до конца XVIII века по территории, находившейся в границах Витебской, Могилевской и Смоленской губерний Российской империи.
Конец XIX века — в Витебском архиве — более 1800 актовых книг, в Виленском — более 23 000 книг (из них значительная часть относилась к территории Беларуси).
1 января 1903 года — ликвидиция Витебского архива, передача в Виленский архив всех документов.